# Morne-à-l'Eau

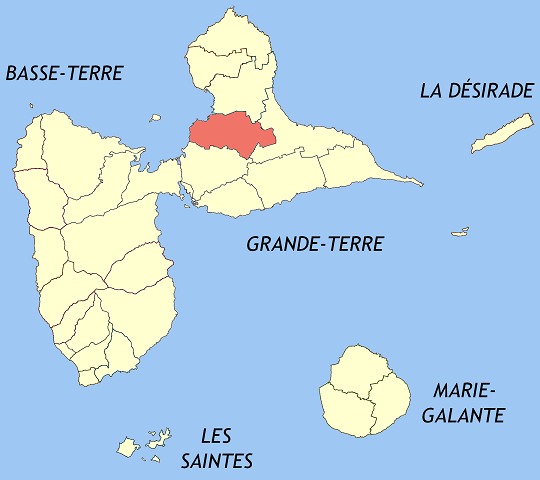
Ubicació de Morne-à-l'Eau dins de Guadalupe

Morne-à-l'Eau  és un municipi francès, situat a Guadalupe, una regió i departament d'ultramar de França situat a les Petites Antilles. L'any 2006 tenia 16.703 habitants. Limita al nord amb Petit-Canal, a l'oest amb Les Abymes i a l'est amb le Moule.

## Demografia
| 17.136                                     | 16.703 |
| Des de 1962: població sense dobles comptes |        |

## Administració
| Període | Identitat           | Partit |
| ------- | ------------------- | ------ |
| 2008-   | Jean-Claude Lombion | PCG,   |

## Agermanaments
- Port-of-Spain

## Personatges il·lustres
- Gerty Archimède (1909-1980) advocada i política
- Jocelyn Angloma (1965-), futbolista
- Richard Socrier, futbolista
- Élie Domota, líder sindical del LKP